# Lunaris Filia 〜キスと契約と真紅の瞳〜
『Lunaris Filia 〜キスと契約と真紅の瞳〜』（ルナリスフィリア 〜キスとけいやくとしんくのひとみ〜）は2011年9月30日にWhirlpoolより発売されたパソコン用アダルト美少女ゲーム。
時間軸としては『MagusTale 〜世界樹と恋する魔法使い〜』のトゥルーエンドから10年後の設定。

## 概要
Whirlpoolの第9作目（ファンディスクと『メリ☆クリ』を除けば6作目）となる。攻略対象キャラクターは6人。各5つのエンディングと1つのトゥルーエンドが存在する。攻略キャラクターを5人攻略後にはタイトル画面上にトゥルーというボタンが出現し、最後のヒロインであるフィリアのルートが選択可能となり、トゥルーエンドへ到達できるようになる。
システム面では、シーンジャンプが追加され、ゲームで攻略した範囲で一区切りになっている所へ行くことが可能になっている。また、TIPSが五十語順の表示に変更された。

## あらすじ
主人公、速水聡介はどこにでもあるような街、氷賀崎市のミッション高校に通う一般学生。妹や幼馴染と普通の学生生活を送っていた聡介はある夜金髪の少女と出会う。この出会いは夢であったかに思えたがその次の日、その少女は留学生として姿を現す。面識はないはずなのに特別な存在であるかのように振る舞い、あろうことか聡介の唇を奪ってしまう。しかし、周囲の激昂をよそに少女は卒倒。その後、少女は吸血鬼であること、そして聡介の血が特別であることが明かされ、少女たちによる争奪戦が開始されることになる。

## 登場人物

### メインキャラクター
速水 聡介（はやみ そうすけ）
この作品の主人公。氷賀崎市にある聖ディアーナ学園の2年生。成績は中の上、運動も上位とそつなくこなす。父親と妹の3人暮らしだが、父親はしょっちゅう家を留守にするので、実質妹と2人暮らし。
遠い先祖のソウスケがシルヴィアと仮契約を結んだことで今回の騒動に巻き込まれる。
実は数百年前に生きていたソウスケ本人。悪魔狩り機関の一員だったが、偶然出会ったシルヴィアと仮契約を結ぶ。しかし、シルヴィアをかばって瀕死の傷を負う。その後、シルヴィアに転生の魔法をかけられるが、これは非常に成功確率の低い方法だったため、フィリアが自分の血と封印の魔法をかけて眠らせられ、『MagusTale 〜世界樹と恋する魔法使い〜』で発現した新たな世界樹の発現により現代で目覚めた。
夜目が効くのは、前述のとおり、フィリアに蘇生させられて、そのときに、彼女の吸血鬼としての性質の一部が宿ったためである。
シルヴィア＝ルナ＝インフィニタス
声 - 五行なずな
聡介の前に突然現れ、聡介のクラスに留学生としてやってきた少女。その美貌と流暢な日本語からすぐに注目を集める。その正体は現代に生きる吸血鬼（バンパイア）。数百年前に聡介と交わした血の契約を成就するために目覚め、聡介の前に姿を現す。
高貴な姫でプライドが高く、聡介を手に入れるためなら相手への過剰な攻撃も辞さない。メリスを使い魔としており、現代の知識はメリスの夢見の能力で得ている。メリス自身も現代知識が少々古いため、若干一般常識がずれている。にんにくだけは苦手で、匂いをかいだだけで気絶してしまう。
水無瀬 紫（みなせ ゆかり）
声 - 有栖川みや美
聡介のクラスメイトで幼馴染。町でも指折りの名家の令嬢。病弱で家からほとんどでられなかったが、聡介にしょっちゅう連れ出された思い出を大切にしている。その頃から聡介に想いを寄せるが、憧れに近い感情で、アプローチはせず現状に満足している。お嬢様らしい上品な大和撫子で、若干浮世離れしている。
実は水無瀬家は古来からの吸血鬼一族で、覚醒遺伝によりその血を色濃く継いでいる。病弱だったのは人間と吸血鬼の間で安定していなかったためだったが、ある満月の夜本人も意図しないままに聡介に吸血して仮契約を結んだことで血が安定し、丈夫になった。しかし、この仮契約が今回の騒動を引き起こすこととなる。
シルヴィアが現れて以来、じょじょに吸血鬼としての血が濃くなり、常人を上回る力を発揮するようになる。紫エンドでは聡介と完全な契約を結ぶが、逆に吸血鬼としての血が薄くなっていき、吸血鬼と人間の半々(半妖怪）の状態になる。そのため、メリスから「中途半端」と「バンパイア」をかけて「ハンパイア」と呼ばれる。
速水 真衣（はやみ まい）
声 - 東かりん
聡介の義理の妹で1年生。明るく元気で活発だが、聡介に対してはそっけない態度を取る。しかし、これは甘えたい態度の裏返しで中々素直になれない(ツンデレ）。シルヴィアの登場で危機感を抱き、女の子として見られようとして勝負に参戦し、かなり大胆な態度を取るようになる。料理はほとんどできなかったが、聡介へのアプローチのため、家庭科部で花音に習っておいしく作れるようになった(ただしリンゴは上手にウサギ形に切れず、シルヴィアから「甲殻類みたいなモノ」と認識されていた）。
両親は退魔師として教会組織に所属していたが、亜人種との抗争で亡くなったため、孤児院に預けられていたところを両親の友人であった海次朗が引き取った。
実は先祖がフィリアの血を与えられ、それが世代を重ねることで変異した封魔の血を持っており、真衣ルートとトゥルールートでこれが重要な役割を持つ。
メリス
声 - 青葉りんご
シルヴィアに仕えるメイド。シルヴィアに忠実に仕えるが、それが過ぎて傍若無人な振る舞いをすることも。シルヴィアが来日する際には入国、転入の一切の手続きを引き受け、自身は1年生として真衣と同じクラスに転入する。
正体はシルヴィアに仕える使い魔で夢魔(サキュバス）。教会に幽閉に近い状態で閉じ込められていたが、シルヴィアが現代の情報を得るために使い魔にする。そのため、シルヴィアを姉のように慕う。聡介のこともそれゆえに警戒しており、聡介の見極めのために勝負への参戦を表明する。お互い似た者同士のためか、真衣とは犬猿の仲。最終的には喧嘩友達のような仲に落ち着く。ちなみに力を使う際に使う際に出すマクラの柄は毎回違う。
実は夢魔と人間とのハーフで、母親は異世界の住人。現在は『MagusTale 〜世界樹と恋する魔法使い〜』の主人公「天ヶ瀬 大樹」の父親「天ヶ瀬 大地」と共に異世界を巡っている。父親は既に他界。
古都春　花音（ことはる　かのん）
声 - 桜川未央
聡介の先輩で3年生。学園理事長の孫で、様々な方面に顔が利く。聡介や真衣とは家族ぐるみの付き合いで、聡介のことを弟のように思っている。男子からの人気は高く、アプローチも多いが、全てを断っている。これは聡介にひそかな想いを寄せているためで、メリスが危険を顧みずに無理やり聡介の記憶を引き出そうとした時には烈火の如く激怒していた。
教会組織に所属していて、亜人種との共存派に属する。良くも悪くも教会に絶対の信頼を置いていて、共存反対派から提供された偽の新薬なども何の疑いも持とうとせず、それがかえって騒動を引き起こす結果になってしまう。
フィリア＝ルナ＝インフィニタス
声 - 雪都さお梨
聡介が夜の散歩中に出会う謎の少女。聡介のことをよく知っている。
その正体は、『MagusTale 〜世界樹と恋する魔法使い〜』の主人公「天ヶ瀬 大樹」の父親「天ヶ瀬 大地」の導きでカルミタスの力で滅び行く世界からこの世界に逃げ延びた吸血鬼の始祖。世界に現れた時に吸血鬼を増やすも、人間との抗争に心を痛め、人間との共存への希望として血の契約を伝えた。
初めて血の契約を果たした聡介とシルヴィアに希望を見て、瀕死の重傷を負った聡介を仮死状態にして命を救う。その後、亜人種と人間の共存の環境を作るため、教会組織の基礎を作り上げた。組織からは信託の聖女として知られているが、普段は教会の地下で隠遁生活を送っており、フィリア自身のことを知っているのは組織内でも有紗や海次郎など極少数。

### サブキャラクター
上杉 正虎（うえすぎ まさとら）
声 - 城樹翔
聡介たちのクラスメイトで悪友。ノリの良いムードメーカー。成績はあまりよくなく、職員室に呼ばれる常連。
上杉 竜美（うえすぎ たつみ）
声 - みすみ
正虎の妹で真衣の親友。真衣とは「たっちー」、「真衣っち」と呼び合う仲。真衣の恋路を応援している。
日野原 珠子（ひのはら たまこ）
声 - 北都南
聡介のクラスの担任。年齢が若いため、人気は高いがそれがかえってからかわれることも。愛称は「たまごちゃん」だが、本人は気に入っていない。
実は両親が教会組織に所属し、亜人種との抗争で亡くなっている。そのため、不平派に誘われるまま幻術の使い手となる。
速水 海次朗（はやみ かいじろう）
声 - 花井新太郎
聡介の父親。自称冒険家だが、聡介と真衣からは「ニート」と呼ばれる。
教会組織に属していたが、フィリアから託された聡介と、友人から引き取った真衣の父親になってからは距離を置き、協力体制を敷いている。そのため、組織に縛られない独自の動きができ、吸血鬼や教会内部の動向にも詳しい。真衣のことを溺愛していて頭が上がらない。
クウ
声 - 藤沢梅太郎
水無瀬家の飼い犬。正体は紫の使い魔で人語を解す。♂。どう見ても犬だが、本人（犬）は狼と言い張っている。自称「全てを噛み砕く牙（グレープファング）銀狼のクウ」。紫に忠実で、そのためならどんな相手にも立ち向かう。
リン
声 - 半田せり
水無瀬家の飼い猫。正体は紫の使い魔で人語を解す。♀。自称「魅惑の影（チャームシャドウ）黒女豹のリン」。性に開放的で、よく紫に「大人のアドバイス」をしている。
フー
声 - 雪都さお梨
水無瀬家で飼われているインコ。♂。正体は紫の使い魔で人語を解す。自称「大空を統べる翼（ウイングオブスカイ）大鳥のフー」。インコらしく、お喋りが大好きだが、卑猥な言葉を連発する。
古都春 有紗（ことはる　ありさ）
花音の祖母で学園理事長。教会内では亜人種共存派に属する。海次朗とも知り合いで個人的に援助しており、海次朗からは「有紗女史」と呼ばれる。
ポコ
『77 〜And, two stars meet again〜』に登場した不思議な生物。TIPSで紹介されているが、ゲームには登場しない。

## 舞台・用語
氷賀崎市(ひがさきし）
主な舞台になる海沿いの地方都市。中央教会を中心に発展した街。市街地はかなり賑やかだが、徒歩圏内の郊外には山地と湖が広がる。
聖ディアーナ学園
主人公たちが通うミッション系の学園。そのためか敷地内には礼拝堂があり、地域密着型の施設として学生はもちろん、市民も頻繁に利用している。
吸血鬼
人の血を吸う魔物。ヴァンパイアとも呼ばれる。一般的に知られているような太陽の光、十字架、ニンニクといった弱点は通用しない。不老不死の存在で、数百年の時を生きる。満月の夜にその魔力を完全に発揮することができる。魔力を発する時は瞳が紅く変色する。
正体は別世界で生み出された戦争兵器。人を超越する力を持つことができる反面、吸血衝動に侵された際の残虐な行為によって世界を壊滅させた。
血の契約
吸血鬼と人間の間で交わされる契約。契約を交わした人間は吸血鬼の眷属となり、吸血鬼と同じ年月を生きることになる。契約の方法は満月の夜に吸血をし、その際に特殊な呪を契約者に刻むことで成立する。しかし、互いの想いが交わっていないと成立しない。眷属となった人間の血は吸血鬼にとって極上の味となるが、他の契約者がいる場合は飲んだだけで失神してしまうような味になる。
聡介は意図せずシルヴィアと紫の二重契約になってしまっていて、シルヴィアには聡介の血は飲めなかったが聡介が想いを向けることで適合する血へと変質するだろうとされている。
吸血衝動
何らかの理由で心身の衰弱した吸血鬼が自らの魔性に目覚めてしまう現象。これに侵された吸血鬼は人格が変貌したり、凶暴化さが増してしまう。この時に吸血行為を行ってしまうと、その人間は吸血鬼に変貌してしまう可能性が高く、非常に危険。人間の病気のような物だが、吸血衝動自体が意志を持つとも言われる。
その正体は異世界に人間が人間を吸血鬼とするための因子・カルミタスが引き起こすもの。

## スタッフ
- 原画 - 水鏡まみず
- SD原画 - れとまクロ
- シナリオ - あくまっこ
- 音楽 - 野中“まさ”雄一、景家淳、斎藤悠弥、田辺トシノ

## 主題歌
オープニングテーマ「運命の誓い」
作詞・歌 - 美郷あき / 作曲・編曲 - Souderia K、
エンディングテーマ1「幸せのサイン」
作詞・歌 - NANA / 作曲・編曲 - 斎藤悠弥
エンディングテーマ2「Our Starry」
作詞・歌 - 美郷あき / 作曲・編曲 - 田辺トシノ